# Baskien (autonom region)
Baskien (spanska: País Vasco; baskiska: Euskal Herria) är en region i norra Spanien, belägen vid Biscayabukten. Officiell huvudstad saknas, men den regionala regeringen och lagstiftande församlingen har sitt säte i Vitoria-Gasteiz. Regionens största stad är Bilbao (baskiska: Bilbo), medan San Sebastián (Donostia) och Baracaldo (Barakaldo) är andra viktiga städer. Regionen består av följande tre provinser:
| Provins                                                   | Huvudstad                                                         |
| --------------------------------------------------------- | ----------------------------------------------------------------- |
| Araba på baskiska Álava på spanska                        | Gasteiz på baskiska Vitoria på spanska officiellt Vitoria-Gasteiz |
| Biscaya på svenska Bizkaia på baskiska Vizcaya på spanska | Bilbo på baskiska Bilbao på spanska                               |
| Gipuzkoa på baskiska Guipúzcoa på spanska                 | Donostia på baskiska San Sebastián på spanska                     |

## Namn
Det svenska namnet Baskien härrör från samma rot som Vasco i den spanska benämningen País Vasco och Basque i det franska namnet Pays Basque. Etymologiskt är ordet också besläktat med roten eusk- i de baskiska formerna Euskadi och Euskal Herria (eg. "de baskisktalandes land") samt med ortnamn såsom Gascogne och Biscaya.
Före den spanska konstitutionen år 1978 kallades området för provincias vascongadas, vilket nu är ett föråldrat uttryck.

## Historia

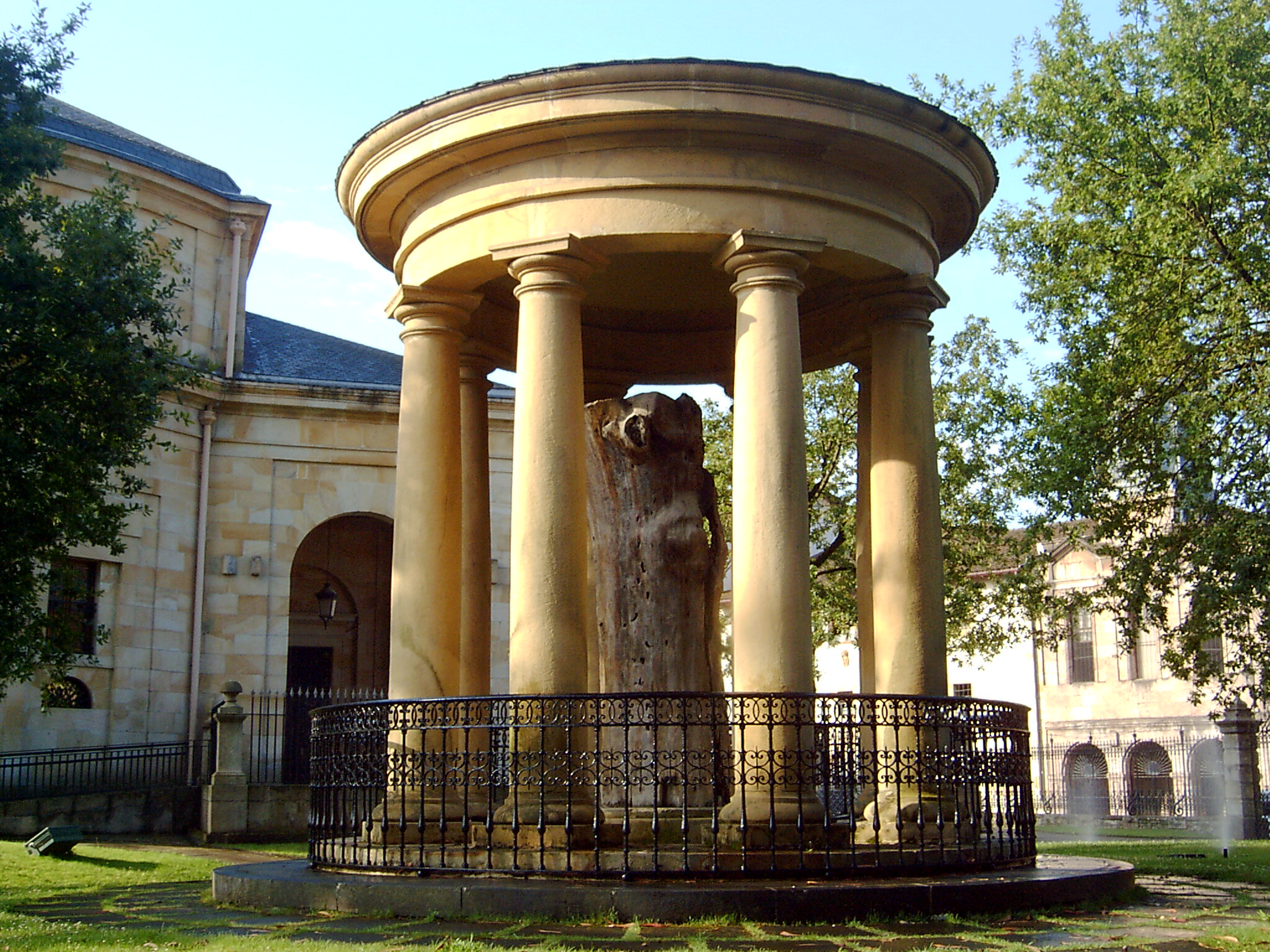
Eken i Gernika utgör en symbol för Bizkaias foralrätt och självbestämmande.

De tre provinserna Araba, Biscaya och Gipuzkoa har styrts av sina egna lagar och myndigheter under det som kallas foralsystemet sedan de sammanfogades med Kastilien på 1200-talet. Denna autonomi, liknande den som Navarra hade, inskränktes på 1800-talet, och reducerades nästan helt under Francisco Franco, men återinfördes i och med den spanska konstitutionen från 1978. Den politiska strukturen för regionen definieras i Guernicaförfattningen, som antogs i en kontroversiell och till stora delar bojkottad folkomröstning 25 oktober 1979. 2003 lade det styrande Baskiska nationalistpartiet (EAJ-PNV) fram ett förslag om ändring av författningen med Ibarretxeplanen, och även om det fick en majoritet i det baskiska parlamentet, avslogs det utan diskussion i det spanska parlamentet Cortes.
Konstitutionen från 1978 erkänner historiska rättigheter och är ett försök till kompromiss i den gamla konflikten mellan centralisering och federalism, genom att införa autonoma regioner. De provinsiella regeringarna, diputación foral, återinfördes endast i Baskien och Navarra, men en stor del av deras makt överfördes till de nya regeringarna i de autonoma regionerna Baskien och Navarra. Provinserna får dock in skatterna i sina territorier samordnat med Baskien, Spanien och de europeiska regeringar. I detta system administrerar diputaciones forales det mesta i varje provins, men är koordinerat och centraliserat av den baskiska regeringen (baskiska: Eusko Jaurlaritza, spanska Gobierno Vasco).

## Parlament och regering

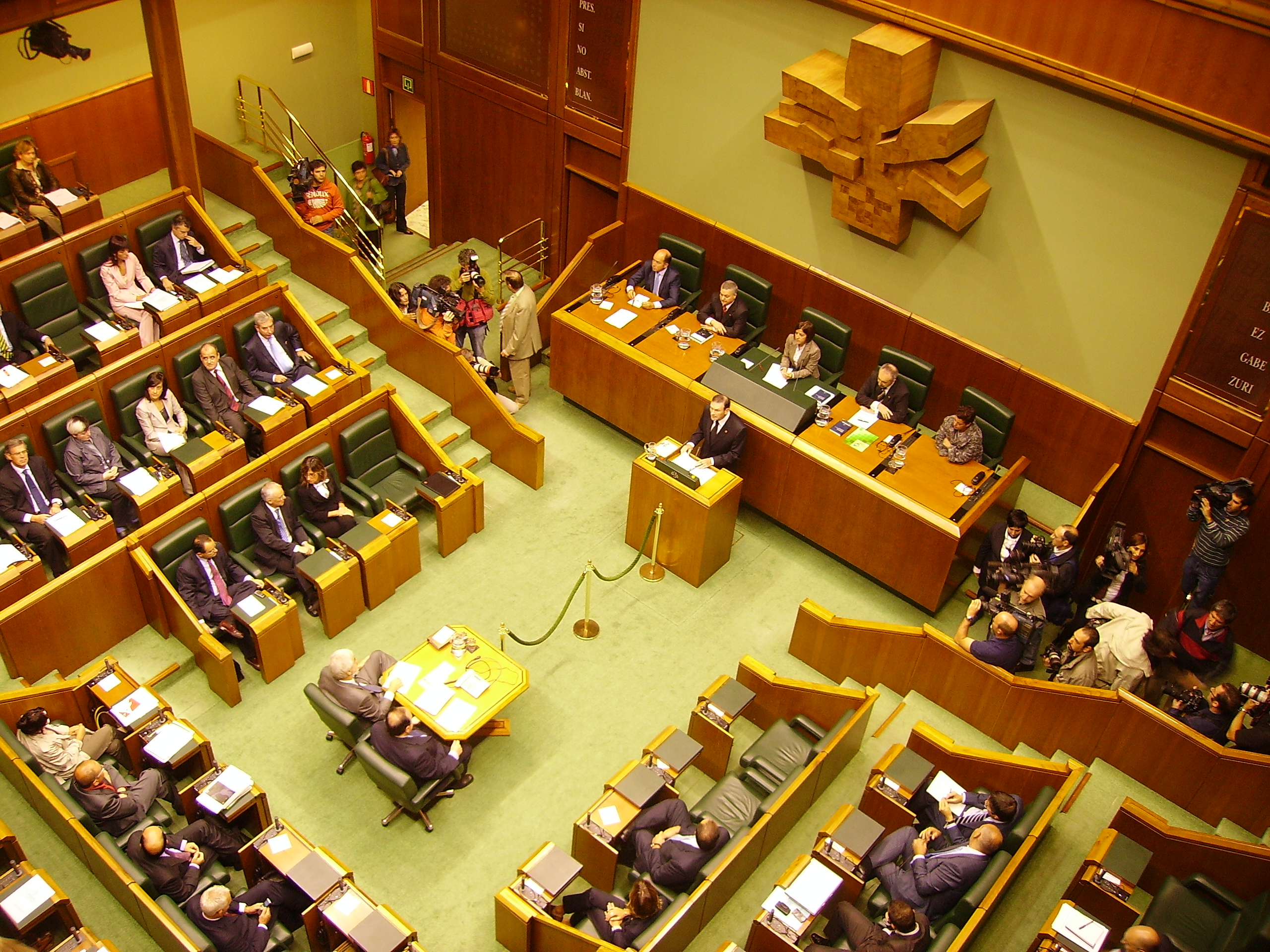
Det baskiska parlamentet i Vitoria-Gasteiz.

Baskiens parlament består sammanlagt av 75 representanter, 25 stycken från var och en av de tre provinserna. Parlamentet väljer presidenten, lehendakari, som bildar en regering enligt stadgade parlamentariska procedurer. Den nuvarande regeringen leds av Iñigo Urkullu (PNV-EAJ), vars parti har 27 platser i parlamentet. De baskiska vänsternationalisterna i Euskal Herria Bildu (EHB) har 21 platser, medan de båda ickeregionala partierna, socialdemokratiska Partido Socialista Obrero Español (PSOE) och borgerliga Partido Popular (PP) har 16 respektive 10 platser. En plats innehas av Enhet, framsteg och demokrati (UPyD). Bortsett från mandatperioden 2009–2012, då PSOE:s Patxi López var lehendakari, har samtliga baskiska presidenter, även de från 1937 och i exil, varit medlemmar i EAJ-PNV.
Utöver den traditionella höger–vänster-skalan (där EAJ-PNV och PP placerar sig till höger, medan EHB och PSOE står till vänster) präglas baskisk politik av synen på vilket förhållande området ska ha till Spanien (och Frankrike). I den frågan vill både EAJ-PNV och EHB ha ökad autonomi eller självständighet, medan PSOE och PP vill behålla eller stärka banden till övriga Spanien. Då ingen av parterna haft egen majoritet sedan demokratin återinfördes i Spanien, har regeringspartiet de senaste dryga 30 åren varit tvunget att bygga allianser och kompromissa med andra partier för att kunna styra och administrera regionen.
Dessutom kastar en väpnad konflikt som härjat i området i över ett halvsekel sin skugga över dessa parlamentariska stridigheter. Den socialistiska självständighetsrörelsen ETA utförde mellan 1968 och 2011 uppåt 850 mord. Flera av EHB:s föregångare, t.ex. Batasuna och EHAK, har efter anklagelser om samröre med ETA förklarats olagliga och tvingats lägga ned. Mest intensiv var den väpnade konflikten på slutet av 1970-talet och under 1980-talet, då även den statliga gruppen GAL liksom flera högerextrema grupper som Alianza Apostólica Anticomunista och Batallón Vasco Español, mördade förmodade ETA-medlemmar och -sympatisörer.

## Språk och samhälle

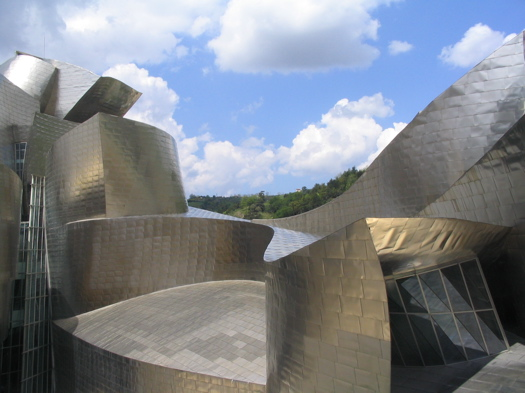
Guggenheimmuseets titanbeklädda fasader.

Baskiska och spanska är officiella språk i alla delar i regionen, även om det i många instanser, speciellt de som är beroende av den spanska regeringen, såsom domstolar, är svårt att kommunicera formellt på något annat språk än spanska. EAJ-PNV har dock beslutsamt drivit en språkinriktning mot baskiska under de senaste årtiondena.
Den autonoma regionen har en egen polisstyrka (Ertzaintza), skolor och sjukvård samt egen radio- och tv-station (EITB).
De största lokala och regionala dagstidningarna är El Correo, El Diario Vasco och Gara samt Berria (den enda helt baskiskspråkiga dagstidningen).
Regionen dominerades tidigare av stål- och skogsindustri, varv och fiske, verksamheter som den senaste tiden varit på tillbakagång, särskilt sedan den ekonomiska krisen (2008) började. Turismen har växt i betydelse, bland annat tack vare Guggenheimmuseet i Bilbao som öppnades 1997.

## Territoriella anspråk

Äldre baskisk vapensköld där Navarras symbol återfinns i nedre högra hörnet.

Författningen medger för det intilliggande Navarra, som också har en baskisktalande befolkning och av de baskiska nationalisterna anses vara nationens kärna, att frivilligt slås ihop med de tre västliga provinserna. I så fall kommer den gemensamma administrationen att flyttas till Pamplona. 
Den baskiska regeringen använde vapenskölden "Laurak Bat", som inkluderade Navarras vapen, som sin symbol under många år. Domstolar dömde ändå till Navarras fördel och regeringen ersatte den med ett tomt rött fält.

## Ekonomi
Den baskiska autonoma regionen är den rikaste i Spanien, med en BNP per capita som ligger 20,6 procent högre än EU:s genomsnitt 2004.

### Fotnoter
1. 1 2 3  Nu för tiden används ofta de baskiska ortnamnen även på spanska. Sedan en överenskommelse i spanska parlamentet 2011 mellan PSOE och EAJ-PNV används bara de baskiska namnformerna Bizkaia och Gipuzkoa i officiella sammanhang. Den tredje provinsen i den autonoma regionen Baskien benämns officiellt Araba/Álava. Gustafsson (2012:200).
2. ↑  Spanska Wikipedia: Nombres de las regiones vascas
3. ↑  ”ETA lägger ned sina vapen för gott”. Dagens Nyheter. 10 januari 2011. http://www.dn.se/nyheter/varlden/eta-lagger-ned-sina-vapen-for-gott. Läst 19 december 2012.
4. ↑  Woodworth (2001)
5. ↑  Eiskadi.net - Den baskiska ekonomin (engelsk text) Arkiverad 14 februari 2008 hämtat från the Wayback Machine.